# Cyathomone sodiroi
Cyathomone sodiroi là một loài thực vật có hoa trong chi đơn loài Cyathomone thuộc họ Asteraceae.
Loài này chỉ có ở Ecuador. Môi trường sống tự nhiên của chúng là vùng núi ẩm nhiệt đới hoặc cận nhiệt đới. Chúng hiện đang bị đe dọa vì mất môi trường sống.